# مارک ویسی
مارک ویسی (به انگلیسی: Marc Veasey) نمایندهٔ حوزه انتخابیه تگزاس از حزب دموکرات ایالات متحده آمریکا در مجلس نمایندگان ایالات متحده آمریکا است که برای نخستین‌بار در ۶ ژانویه ۲۰۱۳ میلادی به‌عضویت این مجلس درآمد.